# Place des Héros (Arras)
Pour les articles homonymes, voir Place des Héros.
La place des Héros est une place historique de la commune d'Arras dans la région Hauts-de-France. La place est de type grand-place qui se caractérise par un aspect complètement minéral que l'on retrouve dans de nombreuses villes des anciens Pays-Bas. Il s'agit, avec la Grand-Place d'Arras voisine, de la place centrale historique et principale de la ville.

## Description

### Morphologie et accès
La place est située en centre-ville d'Arras, entre l’hôtel de ville avec son beffroi communal et la rue de la Taillerie qui permet de la relier à la Grand-Place. La place des Héros est rectangulaire et dispose d'une superficie d'environ 70 ares.

### Dénomination
La Petite Place prend le nom de « Place des Héros » en 1945, en hommage aux résistants de la commune fusillés durant la Seconde Guerre mondiale.

## Architecture et monuments
La place est bordée par le beffroi communal et par l'hôtel de ville. L'hôtel de ville est classé parmi les monuments historiques de la commune en 1921. Le beffroi l'est pour sa part depuis 1840. En 2005, il figure dans la liste du patrimoine mondial de l'UNESCO dans la catégorie « beffrois de Belgique et de France ».
Tout comme la Grand-Place, l'influence flamande est visible notamment par les pignons à volutes donnant sur la place, ainsi que les arcades au devant des habitations.
Cinquante-deux façades d'immeubles de la place sont répertoriés dans les monuments historiques de la commune. Ces classements ont été effectués entre 1919 et 1921.

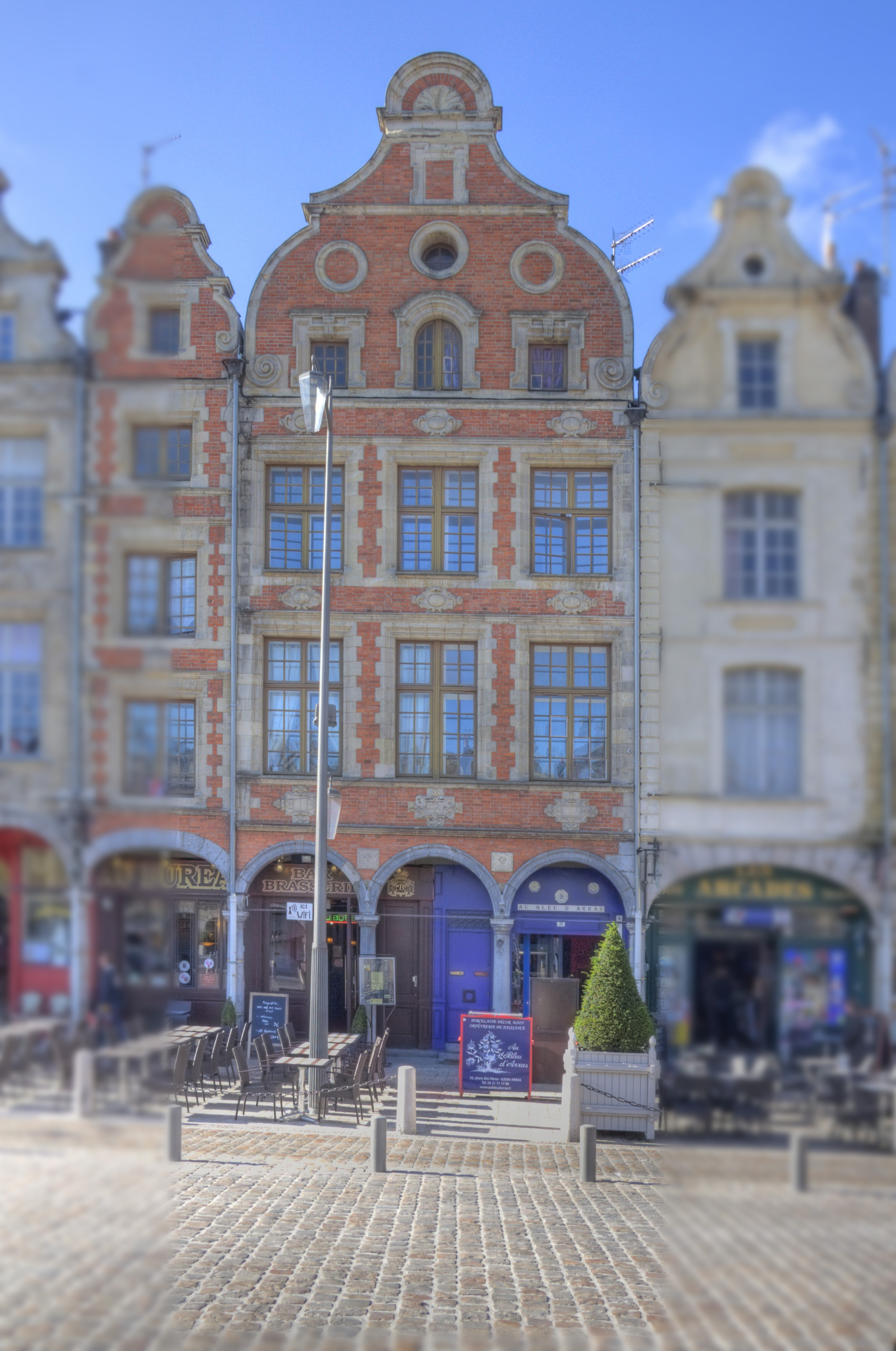
Détail de la façade de style gothique flamboyant au no 32.
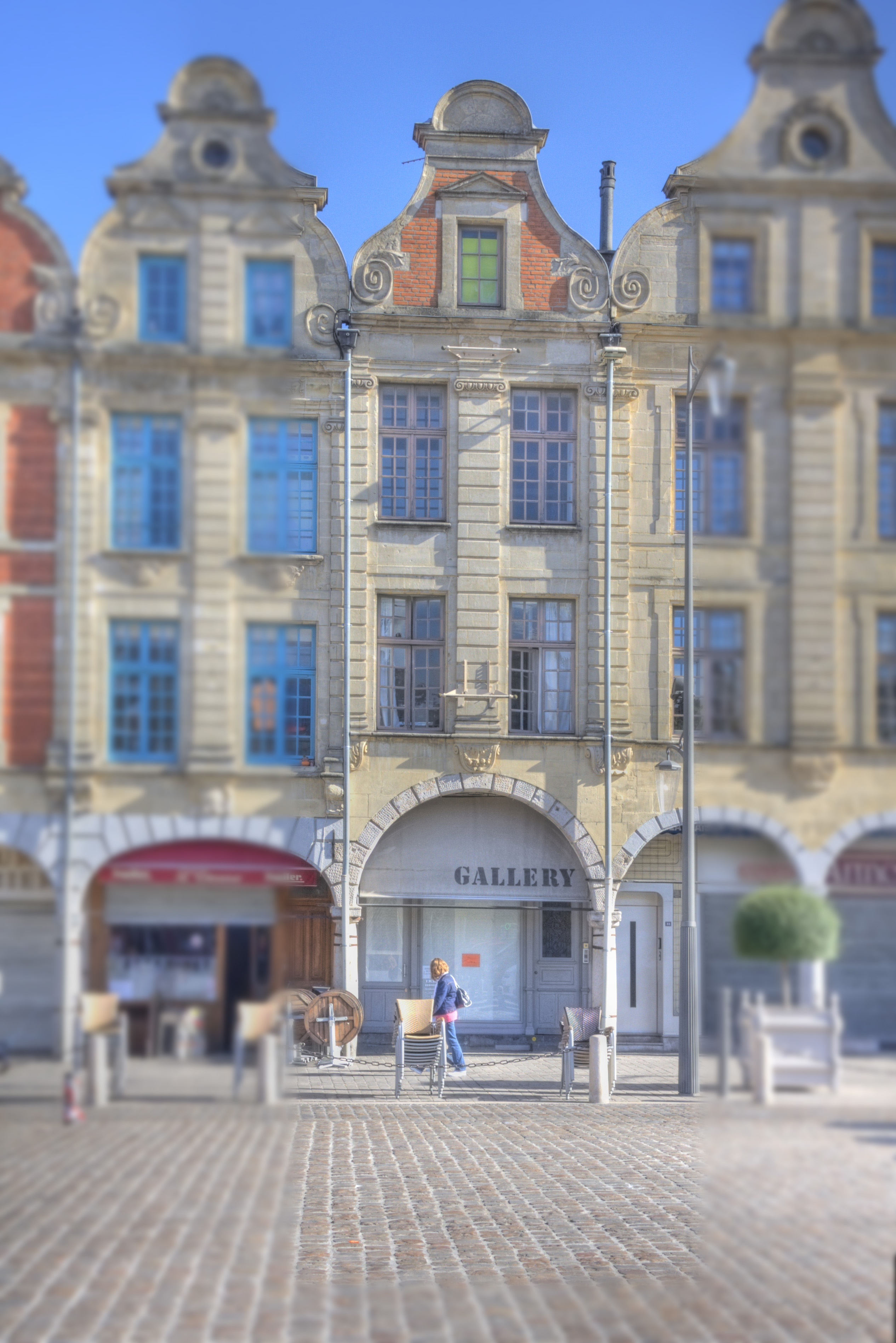
Façade du n°31.
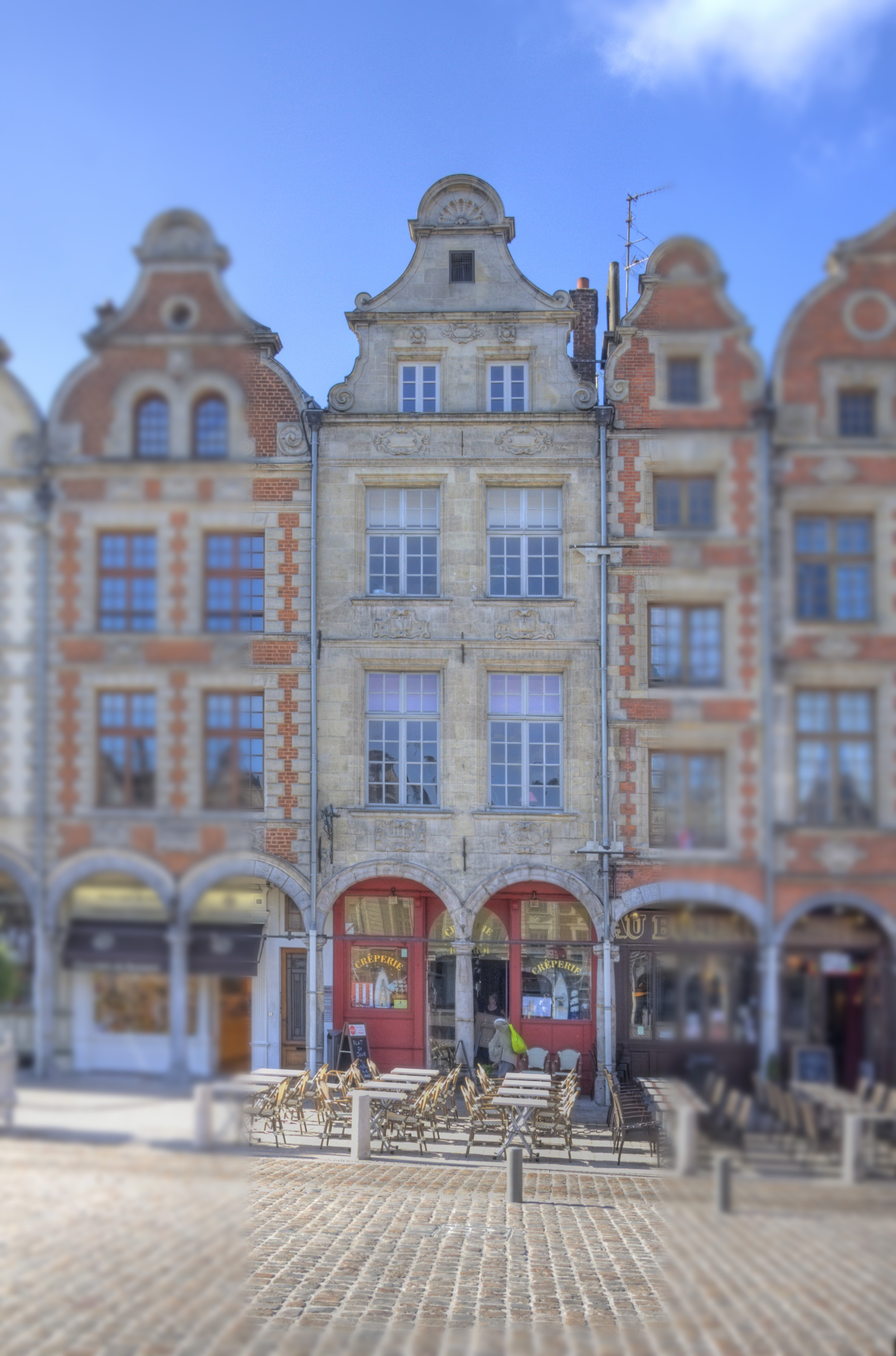
Façade du n°36.
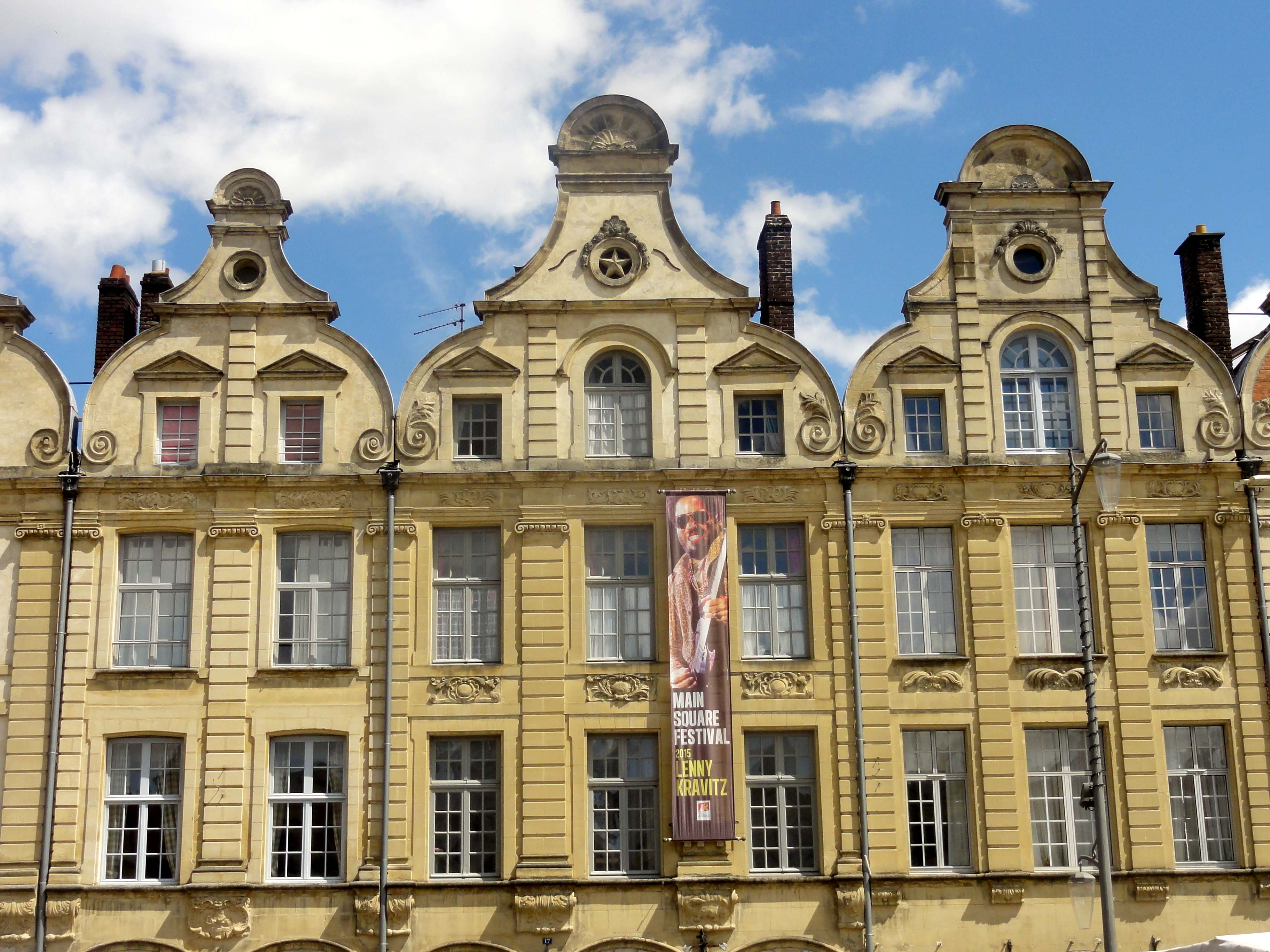
Façades de la place côté Nord.
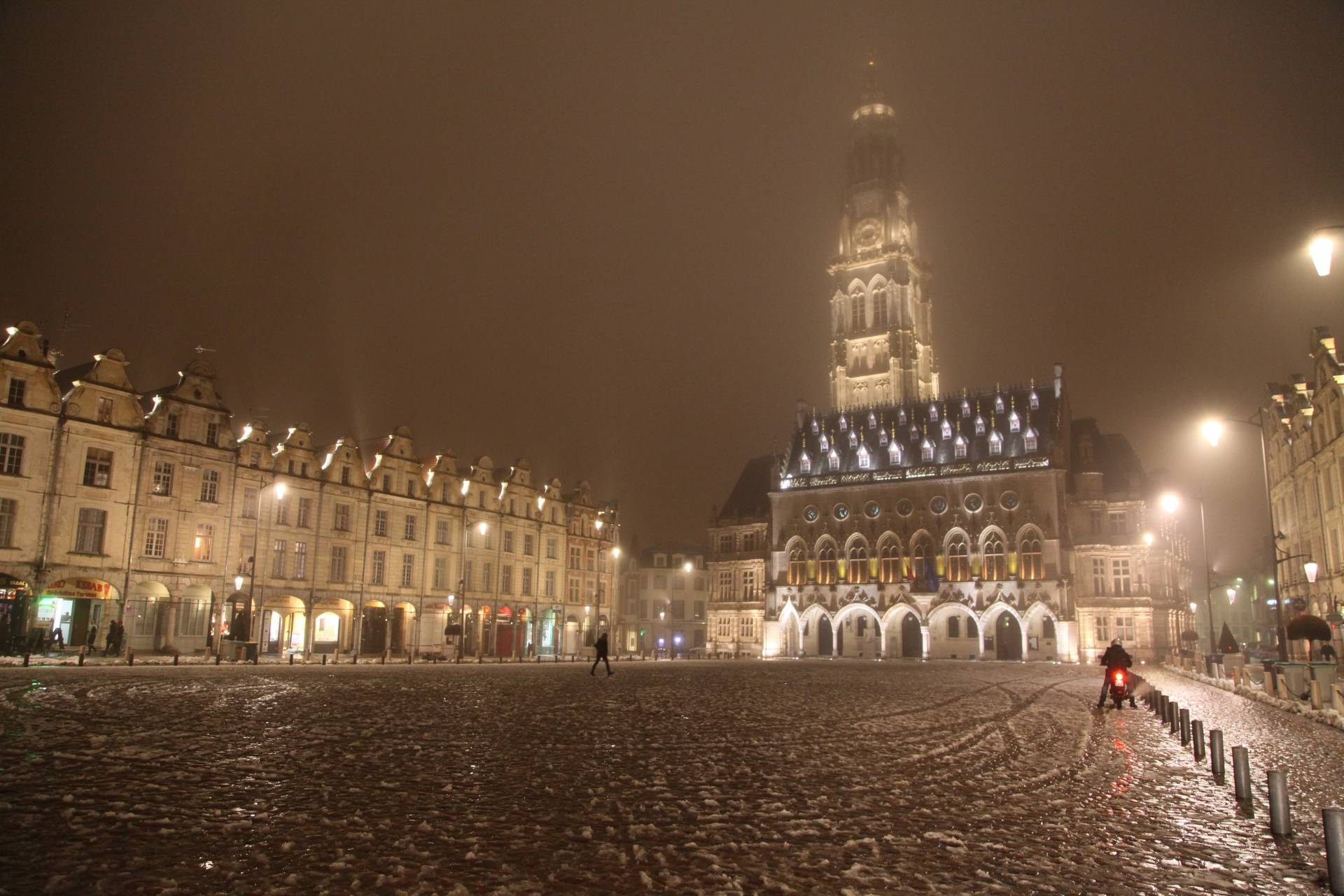
L'hôtel de ville et la place des Héros, un soir d'hiver.

## Dans les arts
Plusieurs scènes du film La Liste de mes envies (2014) sont tournées sur la place, de même que pour le film Pas son genre (2014).